# Georgi Aleksandrov Ivanov
Georgi Ivanov (in bulgaro Георги Иванов?; Plovdiv, 2 luglio 1976) è un dirigente sportivo, allenatore di calcio ed ex calciatore bulgaro, di ruolo attaccante, attuale direttore tecnico della nazionale bulgara.

## Palmarès

### Giocatore

#### Club
- Campionato bulgaro: 5

Levski Sofia: 1999-2000, 2000-2001, 2001-2002, 2005-2006, 2008-2009
- Coppa di Bulgaria: 4

Levski Sofia: 1997-1998, 1999-2000, 2001-2002, 2004-2005
- Supercoppa di Bulgaria: 1

Levski Sofia: 2005

#### Individuale
- Calciatore bulgaro dell'anno: 2

2000, 2001
- Capocannoniere del campionato bulgaro: 1

2000-2001